# Gregor Widholm

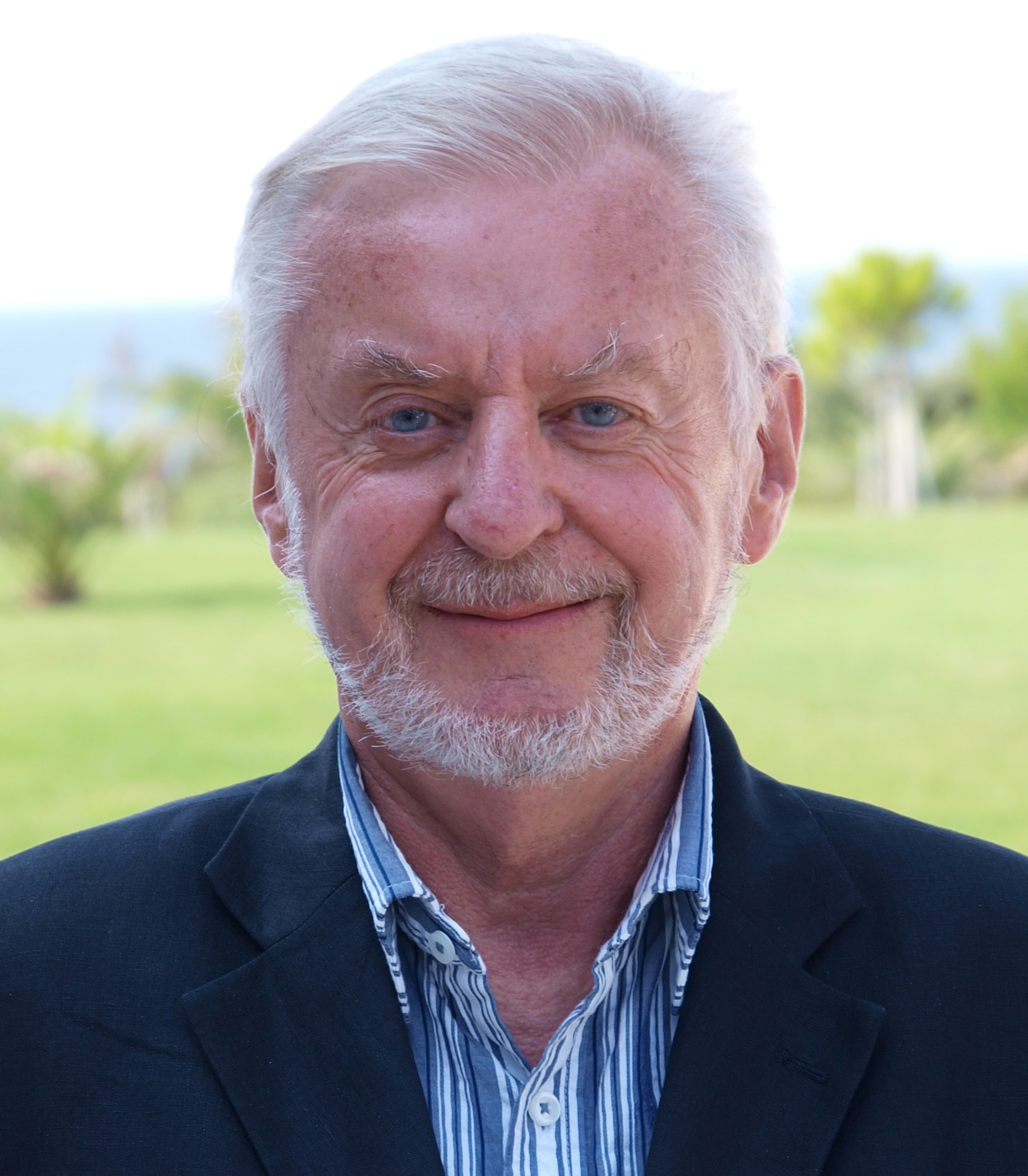
Gregor Widholm, 2015

Gregor Widholm (* 1948 in Gänserndorf) ist ein österreichischer Wissenschaftler und Musiker. Er ist emeritierter Professor, Gründer und langjähriger Leiter des Institut für Wiener Klangstil und von 2007 bis 2012 Vizerektor der Universität für Musik und darstellende Kunst Wien.

## Ausbildung und Beruf
Gregor Widholm studierte „Konzertfach Horn“ bei Friedrich Gabler an der Universität für Musik und darstellende Kunst Wien (damals: Akademie für Musik in Wien), „Nachrichtentechnik“ an der Technischen Universität Wien (damals: Technische Hochschule Wien) und absolvierte 1968–1970 ebenfalls in Wien einen Sonderlehrgang „Tontechnik“.
1971–2007 war er Mitglied des Orchesters der Wiener Volksoper. 1979 wurde er Assistent an der Universität für Musik und darstellende Kunst Wien und 1999 zum Ordinarius für Musikalische Akustik ernannt (erste Lehrkanzel für dieses Fach in Österreich). Er wirkte bis zu seiner Emeritierung in unterschiedlichen akademischen Funktionen an seiner Universität.

## Künstlerische Tätigkeit
Im Rahmen seiner Orchestertätigkeit an der Volksoper Wien bestritt er rund 5000 Opern- und Operettenaufführungen sowie zahlreiche Konzerte und Opernaufführungen in Italien (Rom), Schweiz (Zürich), Niederlande (Amsterdam, Den Haag), USA (New York), Japan (Tokyo, Nagoya, Osaka, Kyoto etc.), Hongkong, Singapur, Thailand (Bangkok) usw. Zahlreiche Plattenaufnahmen mit Polygram, Deutsche Grammophon, EMI usw. mit Künstlern wie L. Pavarotti, P. Domingo, E. Gruberová, E. Mathis usw.
Von 1974 bis 1986 war er Mitglied der Capella Academica Wien und des Ensembles Eduard Melkus. In diese Zeit fällt die intensive Beschäftigung mit dem Naturhorn und historischen Aufführungs- und Spielpraktiken sowie vorwiegend kammermusikalische und solistische Tätigkeiten. Konzerte – zum Teil solistisch – in Wien, München, Prag, Budapest, Rom, Mailand, Venedig, London, Oxford, Tokyo, Osaka, Hongkong usw. Zahlreiche Plattenaufnahmen – zum Teil solistisch – für die Deutsche Grammophon, Amadeo, Nippon Columbia etc.

## Management-Tätigkeit
1978 gründete er die Konzertvereinigung „Wiener Volksopernorchester“ dessen Geschäftsführer er bis 1986 war. In diesem Rahmen erfolgten unter anderem das erste Auftreten eines europäischen Orchesters in Singapore, das erste Auftreten eines österreichischen Orchesters in Thailand (Bangkok), die erste Konzertreise des Wiener Volksopernorchesters nach Fernost, die erstmalige Bespielung von Staats- und Volksoper in der Sommerpause und rund 30 Schallplattenprojekte für das Wiener Volksopernorchester. Daneben war er von 1974 bis 1991 Geschäftsführer der Capella Academica Wien, für die er in Wien zwei eigenständige Konzertzyklen aufbaute und leitete. Im wissenschaftlichen Bereich organisierte er zahlreiche internationale wissenschaftliche Symposien und Kongresse, unter anderem die 92nd und 122nd AES Convention in Wien mit jeweils rund 10.000 Teilnehmern und 200 wissenschaftlichen Vorträgen sowie die Konzeption und inhaltliche Durchführung von zahlreichen Ausstellungen und interaktiven Computerinstallationen. Leiter des Schwerpunkts „Kunst & Gesundheit“ der Universität für Musik und darstellende Kunst Wien.

## Wissenschaftliche Tätigkeit
1979 wurde Gregor Widholm beauftragt, das Institut für Wiener Klangstil (Musikalische Akustik) als wissenschaftliches Forschungsinstitut und institutionelle Hilfestellung für Musiker und Instrumentenbauer aufzubauen. Er führte damals erstmals digitale Messmethoden an Musikinstrumenten ein und gilt als der Begründer der musikalischen Akustik in Österreich. Unter seiner Führung wurde das weltweite erste Computersystem zur „Diagnose und Therapie“ von Blechblasinstrumenten entwickelt, das mittlerweile als internationaler Standard gilt und weltweit in Verwendung steht. Computersysteme zur Qualitätsbeurteilung von Streichinstrumenten und Holzblasinstrumenten folgten. Sein zentrales Anliegen ist das „Nutzbarmachen“ von Erkenntnissen aus der HighTech Forschung für das professionelle Musizieren und den Instrumentenbau. 1999 nannte ihn die New York Times als „Mr. Wizard“ für Instrumentalisten.
Über 80 Vorträge bei internationalen Fachkongressen und Symposien sowie rund 90 Veröffentlichungen in nationalen und internationalen Fachzeitschriften, Lexika und Büchern. Etliche Veröffentlichungen wurden in die französische, spanische, portugiesische, ungarische, polnische, japanische und chinesische Sprache übersetzt. Projektleiter von insgesamt 8 geförderten wissenschaftlichen Forschungsprojekten im Bereich der musikalischen Akustik.
Mitgliedschaften in internationalen wissenschaftlichen Fachverbänden:
Acoustical Society of America (ASA), European Acoustics Association (EAA), Audio Engineering Society (AES), International Commission of Acoustics (ICA), Life Member der International Horn Society (IHS), Historic Brass Society (HBS), International Trumpet Guild (ITG), Catgut Acoustical Society (CAS), Gründer und Präsident sowie Vorsitzender des Fachausschusses Musikalische Akustik der Austrian Acoustics Association (AAA); Mitbegründer und Mitglied des Fachausschusses Akustik der Österreichischen Physikalischen Gesellschaft (ÖPG).

## Publikationen (Auswahl)
- Antonio Stradivaris Ex Benvenuti 1727. (= Schriftenreihe des Instituts für Wiener Klangstil, Band 10). Wien 2011, ISBN 978-3-900914-08-0.
- Wiener Klangstil. In: R. Flotzinger (Hrsg.): Österreichisches Musiklexikon. vol. 5. Verlag der Österr. Akademie d. Wissenschaften, Wien 2006, ISBN 3-7001-3042-2, S. 2653–2654.
- Viennese Sound: Traditional belief or actual reality? Leo S. Olschki Editore MMIV, 2004, ISBN 88-222-5337-X, S. 101–110.
- Das Horn. In: R. Flotzinger (Hrsg.): Österreichisches Musiklexikon. vol. 2. Verlag der Österr. Akademie der Wissenschaften, Wien 2003, ISBN 3-7001-3044-9, S. 797–800.
- Wiener Spezialitäten – Besonderheiten der Wiener Orchesterinstrumente. In: Das Orchester, 2002, Vol. 50, Nr. 9, S. 25–32. Schott Verlag International.
- Die naturwissenschaftlichen Gegebenheiten. In: Eduard Melkus: Die Violine. Schott Verlag International, Mainz 2000, ISBN 3-7957-2359-0, S. 33–43.
- Influence of valve mechanism on the microstructure of slurs played with brass wind instruments. In: Proc. Institute of Acoustics, Vol. 19, Part 5, 1997, S. 407–412. St. Albans.
- Hörner: V. Akustik der Horninstrumente. In: Ludwig Finscher: Musik in Geschichte und Gegenwart. (MGG), Teil 4. Bärenreiter, Kassel 1996, ISBN 3-7618-1105-5, S. 395–416.
- Das Wiener Horn. Sein Klang -- seine Spieltechnik. In: Paul W. Fürst (Hrsg.): Zur Situation der Musiker in Österreich. Referate der Musik-Symposien im Schloß Schlosshof 1989–1993. Institut für Wiener Klangstil. Wien 1994, ISBN 3-900914-00-1, S. 99–112.
- Die Wiener Oboe als Teil eines spezifischen orchestralen Klangkonzeptes. In: Paul W. Fürst (Hrsg.): Zur Situation der Musiker in Österreich. Referate der Musik-Symposien im Schloß Schlosshof 1989–1993. Institut für Wiener Klangstil, Wien 1994, ISBN 3-900914-00-1, S. 169–176.